# Freyella formosa
Freyella formosa är en sjöstjärneart som beskrevs av Korovchinsky 1976. Freyella formosa ingår i släktet Freyella och familjen Freyellidae. Inga underarter finns listade i Catalogue of Life.